# Maurice Bonney
Maurice Bonney (* 30. Mai 1899 in Saint-Raphaël; † 2. September 1951 in Sisteron) war ein französischer Radrennfahrer und nationaler Meister im Radsport.

## Sportliche Laufbahn
Bonney war im Straßenradsport aktiv. Als Amateur gewann er 1920 die nationale Meisterschaft im Mannschaftszeitfahren für den „Vélo Club de Levallois“ mit René Hamel, Georges Wambst, André Leducq und Marc Bocher. Zweiter wurde er bei Paris–Dieppe 1922, im Grand Prix Nizza 1923 und im Circuit de l’Allier 1928. Dritter wurde er in der Straßenmeisterschaft der Profis 1927. Bei den Straßenradsport-Weltmeisterschaften 1923 startete er in der französischen Nationalmannschaft und wurde 15. des Rennens.
Von 1927 bis 1933 war Bonney Berufsfahrer. In den Rennen der Monumente des Radsports war der 8. Platz im Rennen Paris–Roubaix 1928 sein bestes Resultat.